# Santa Rosa megye (Guatemala)
Santa Rosa Guatemala egyik megyéje. Az ország délkeleti részén terül el. Székhelye Cuilapa.

## Földrajz
Az ország délkeleti részén elterülő megye nyugaton Escuintla, északnyugaton Guatemala, északkeleten Jalapa, keleten Jutiapa megyével, délen pedig a Csendes-óceánnal határos.

## Népesség
Ahogy egész Guatemalában, a népesség növekedése Santa Rosa megyében is gyors. A változásokat szemlélteti az alábbi táblázat:
| Év             | Lakosság |
| -------------- | -------- |
| 1981           | 194 168  |
| 1994           | 246 698  |
| 2002           | 301 370  |
| 2014 (becsült) | 367 569  |

### Nyelvek
2011-ben a lakosság 0,1%-a beszélte a kicse és 0,7%-a a kakcsikel nyelvet.

## Képek

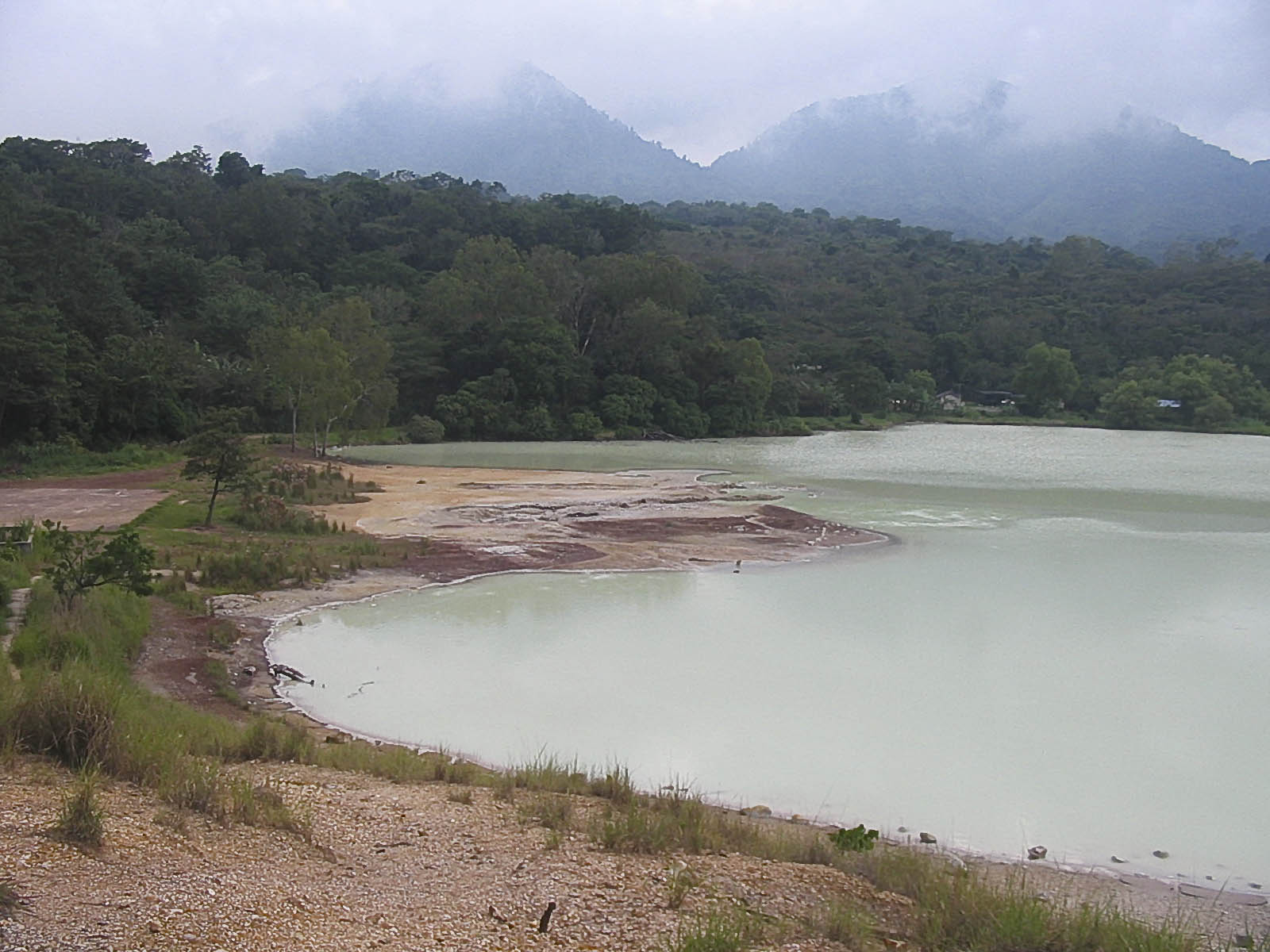
A kénes vizű Ixpaco-tó
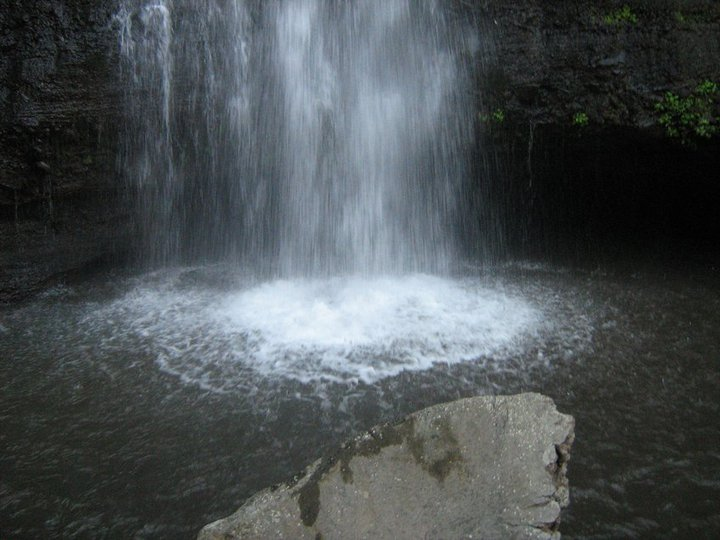
Az El Inamo-vízesés
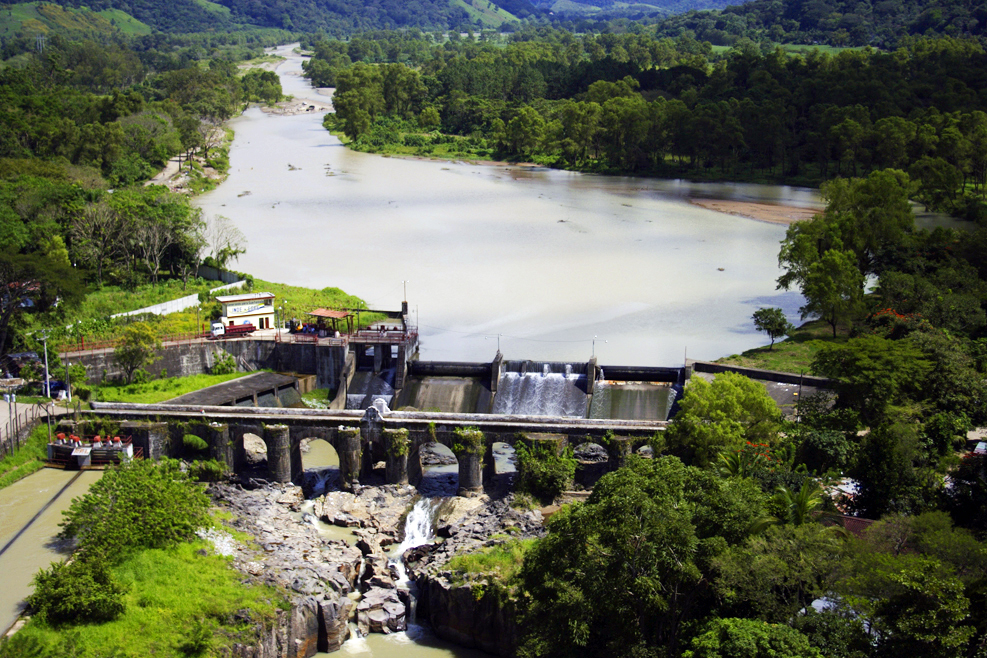
A Los Esclavos folyó
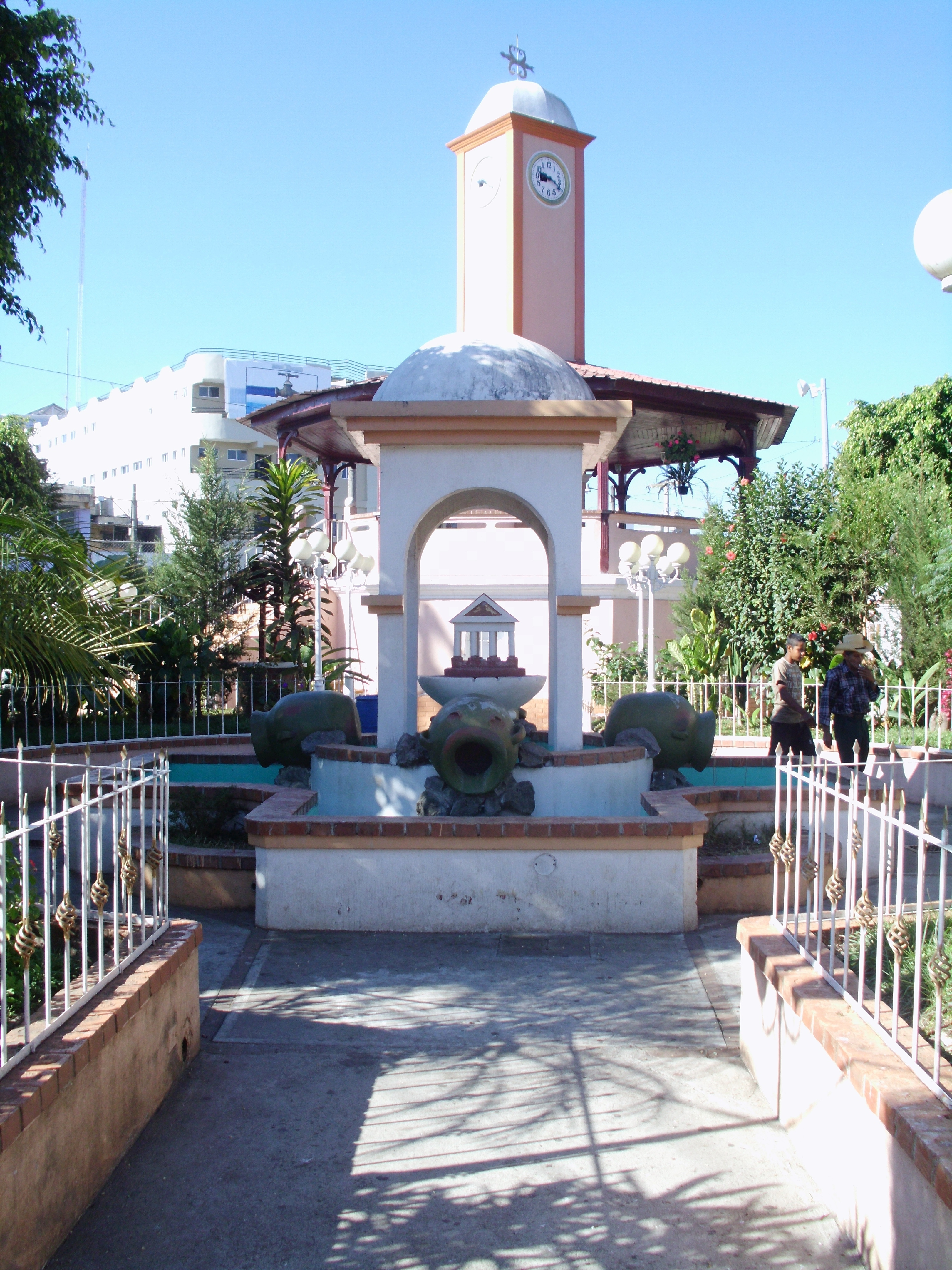
Barberena központi parkja